# Ro-12
Ro-12 (呂号第十二潜水艦) — підводний човен Імперського флоту Японії. До введення в Японії в першій половині 1920-х років нової системи найменування підводних човнів мав назву «Підводний човен № 20» (第二十潜水艦).
До середини 1910-х оснащення підводних сил Імперського флоту майже виключно базувалось на кораблях іноземних проєктів (або створених у Японії їх модифікацій) — американській конструкції Electric Boat Company (Тип 1/Тип6/Тип7), британській від Vickers (С1/С2/С3) та французькій від Schneider (Тип S1). У цей період лише компанія Kawasaki змогла постачити японському ВМФ підводний човен власної розробки, проте цей проєкт так і залишився в одиничному екземплярі. У другій половині 1910-х почалось будівництво для Імперського флоту одразу кількох типів субмарин, причому знову не обійшлось без звернення до іноземних проєктантів, унаслідок чого з'явились кораблі, спроєктовані італійською Fiat-Laurenti (тип F1) та британською Vickers (тип L1). Втім, на цьому етапі японцям нарешті вдалось розробити власну конструкцію, яку визнали придатною для серійного виробництва — човен типу Kaichū, що став основою для розвитку цілої лінії кораблів (типи Kaichū II — Kaichū VII). Під час проєктування японські інженери приділили велику увагу підсиленню корпусу та забезпеченню надійності вертикального кермування в умовах типових для Тихого океану й сильних підводних течій.
Одним з представників типу Kaichū I став «Підводний човен № 20», який корабельня ВМФ у Куре завершила спорудженням у вересні 1919-го. Того ж року під час навчань корабель зіткнувся з однотипним «Підводним човном № 19», причому обидва кораблі зазнали істотних пошкоджень, але змогли повернутись на базу для ремонту. Також можливо відзначити, що щонайменше на початку експлуатації човна виникали проблеми з роботою дизелів від швейцарської компанії Sulzer, зокрема у 1921-му це зірвало навчальний похід до Формози.
По завершенні «Підводний човен № 20» класифікували як належний до 2-го класу та включили до складу 14-ї дивізії підводних човнів, яка належала до військово-морського округу Куре. З 1 грудня 1923-го субмарину перевели до військово-морського округу Йокосука у 3-тю дивізію підводних човнів.
1 листопада 1924-го «Підводний човен № 20» перейменували на Ro-12.
1 квітня 1932-го Ro-12 виключили зі списків ВМФ, при цьому корпус і далі використовували під позначенням Haisen No. 1.